# Salaria Kee
Salaria Kee Reilly (Akron (Ohio), 13 de julho de 1913 — 1991), foi uma das duas enfermeiras negras americanas que prestaram apoio ao feridos das Brigadas Internacionais na Guerra Civil de Espanha.

## Biografia
Salaria Kee cedo ficou órfã e foi criada por familiares e amigos. No liceu decidiu seguir a enfermagem, mas viu a sua candidatura recusada devido à sua cor. Por fim consegui admissão na escola de enfermagem do Hospital de Harlem, de onde se licenciou. Católica devota sentiu a necessidade de apoiar, primeiro os etíopes na Segunda Guerra Ítalo-Etíope enviando material médico, e posteriormente indo para Espanha integrada nos serviços médicos de apoio às Brigadas Internacionais. Aí viria a conhecer John Patrick O’Reilly, um voluntário irlandês das Brigadas, com que casaria mais tarde.